# Allan Wagner Tizón
Allan Wagner Tizón, né le 7 février 1942 à Lima, est un diplomate péruvien.

## Biographie
Il a été  secrétaire général de la Communauté andine entre le 15 janvier 2004 et le 28 juillet 2006. 
Il a été ministre des Affaires étrangères du Pérou de 1985 à 1988 (présidence d'Alan García) et de 2002 à 2003 (présidence d'Alejandro Toledo), ambassadeur du Pérou aux États-Unis de novembre 2001 au 12 juillet 2002.
Le 28 juillet 2006, il a été nommé ministre de la Défense sous la nouvelle présidence d'Alan García.
Il est ministre des Affaires étrangères du Pérou depuis février 2021. Proche des États-Unis, il convient lors d’une conversation téléphonique avec le secrétaire d’État Antony Blinken, « de l’importance de collaborer pour restaurer la démocratie et la stabilité économique au Venezuela ».